# Huis Groenenberg

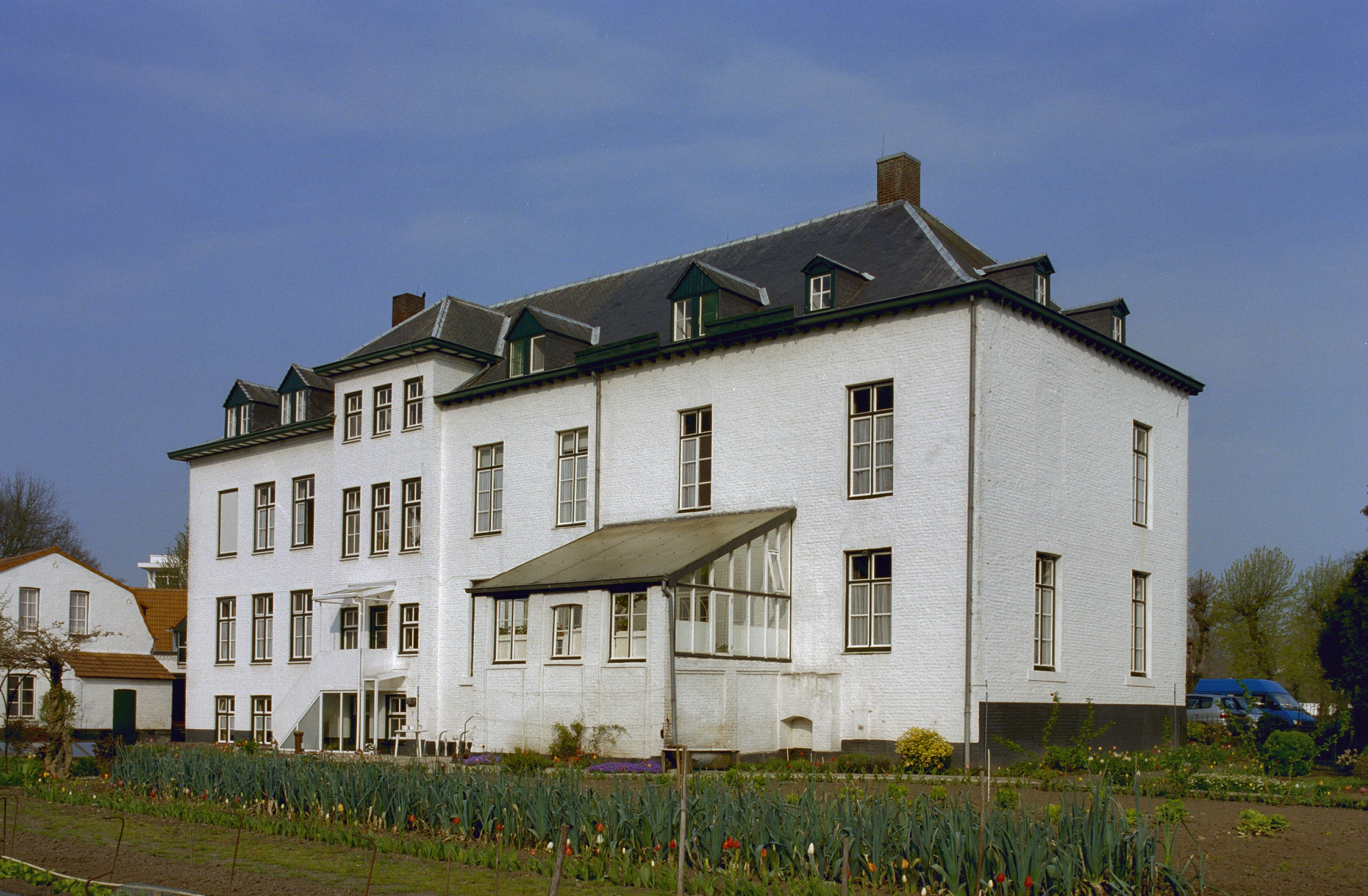
Huis Groenenberg, achterzijde

Huis Groenenberg is een kasteelachtig huis te Thorn, gelegen aan Onder de Bomen 2. Van 1337 tot 1759 was het een achterleen van de Abdij van Thorn.

## Geschiedenis
Huis Groenenberg werd voor het eerst schriftelijk vermeld in 1337, maar de naam Johannes van Grunenbergh dook al in 1320 op. Deze persoon was stiftskapelaan van de Abdij van Thorn. Een verband van deze kapelaan met het huis is echter niet met zekerheid vastgesteld.
Het was abdis Margaretha van Pietersheim die in de Abdijkerk van Thorn een altaar stichtte, toegewijd aan de Heilige Mattias. Huis Groenenberg werd in 1337 als beneficie aan dit altaar geschonken. Margaretha trad in 1337 af en haar opvolgster, Margaretha van Heinsberg, keurde deze schenking in 1338 goed.
Van 1368-1386 woonde hier Marsilius van Wessem, welke kanunnik was en rentmeester van het kapittel van Thorn. Vele opvolgende bewoners zijn niet met zekerheid bekend, maar in 1561 werd Peter van Bossenhoven, muntmeester van Thorn, genoemd. Waarschijnlijk werden de Thornse munten toen in huis Groenenberg geslagen. Van Bossenhoven was niet onbesproken. In 1576 werd hij aangesteld in Hedel.
Tussen 1647 en 1690 heeft mogelijk kanunnikes Clara-Elisabeth van Manderscheidt-Blanckenheim in het huis gewoond. Kanunnik Jan Willem Beeren woonde er tot ongeveer 1718. Deze persoon was een verwoed jager.
Begin 18e eeuw woonde er baron François van Oostenstein; in 1717 woonde er Jan Theodoor Cramer, die meier van Thorn en raadsheer van de Abdis was; in 1756 woonde er kanunnik Maximiliaan de Fabry.
In 1759 verkocht de toenmalige Abdis -Francisca Christina van Sulzbach- het huis, dat voordien leengoed van de Abdij was, uit geldnood aan een particulier, en wel aan notaris Frische. Deze zou het huidige huis hebben gebouwd.
In 1795 werd de Abdij opgeheven en de bezittingen ervan werden openbaar verkocht. Huis Groenenberg bleef dit lot bespaard, aangezien dit reeds in particulier bezit was overgegaan.
Ergens tussen 1830 en 1864 werd de slotgracht gedempt. Tussen 1886 en 1906 werden, door de familie Walker-Cremer, verfraaiingen aangebracht, waaronder een monumentale trap en sierplafonds. Ook werd een serre aangebouwd. Het landgoed werd uitgebreid en er werden onder meer knotkastanjes geplant.
In 1913 werd het huis gekocht door de Zusters van Maria Opdracht uit Maasmechelen. Dezen bleven er tot einde 1981. Deze zusters wijdden zich aan bejaardenzorg. Ook zij hebben verbouwingen doorgevoerd, zoals het ombouwen van het koetshuis tot een bejaardenverblijf. In 1981 werd het kasteeltje aangekocht door de Foyer de Charité. Het huis werd opgeknapt en van 2009-2011 uitgebreid met nieuwbouw. Het wordt sindsdien onder meer gebruikt voor retraites.
Het L-vormige landhuis is geklasseerd als Rijksmonument.